# Nipaecoccus filamentosus
Nipaecoccus filamentosus är en insektsart som först beskrevs av Cockerell 1893.  Nipaecoccus filamentosus ingår i släktet Nipaecoccus och familjen ullsköldlöss. Inga underarter finns listade i Catalogue of Life.